# Championnats du monde de patinage synchronisé 2015
Navigation
Championnats du monde 2014 Championnats du monde 2016
Les Championnats du monde de patinage synchronisé 2015 ont eu lieu le 10 et 11 Avril 2015 au FirstOntario Centre à Hamilton au Canada.
C'est la première fois que la ville organise la ville organise les championnats du monde de patinage synchronisé. Le Canada avait déjà organisé les championnats du monde en 2003 et 2007 à Ottawa et London respectivement.

## Qualification
Les équipes sont éligibles à l'épreuve si elles représentent une nation membre de l'Union internationale de patinage (International Skating Union en anglais) et si les membres ont atteint l'âge de 15 ans avant le 1er juillet 2014. Les fédérations nationales sélectionnent leur équipe en fonction de leurs propres critères.

### Nombre d'inscriptions par pays
En fonction des résultats des championnats du monde 2014, l'Union internationale de patinage autorise chaque pays à inscrire une à deux équipes. À la suite des derniers championnats du monde, le Canada, la Finlande, la Suède, la Russie et les États-Unis ont eu le droit d'inscrire une seconde équipe.
| Nombres d'équipes | Pays |
| ----------------- | --- |
| 2                 | - Canada - États-Unis - Finlande - Suède - Russie |
| 1                 | - Allemagne - Australie - Belgique - Croatie - Espagne - France - Grande-Bretagne - Hongrie - Italie - Japon - Lettonie - Mexique - Suisse - Tchéquie - Turquie |

## Palmarès

### Podium
| Épreuve                                  | Or      | Argent            | Bronze        |
| ---------------------------------------- | ------- | ----------------- | ------------- |
| Patinage synchronisé résultats détaillés | Nexxice | Marigold IceUnity | Team Paradise |

### Cinq meilleurs pays
Ces derniers auront la possibilités d'inscrire deux équipes aux championnats du monde 2016.
| Rang | Pays       | Or | Argent | Bronze | Classement Équipes |
| ---- | ---------- | -- | ------ | ------ | ------------------ |
| 1    | Canada     | 1  | 0      | 0      | 1er, 6e            |
| 2    | Finlande   | 0  | 1      | 0      | 2e,4e              |
| 3    | Russie     | 0  | 0      | 1      | 3e, 9e             |
| 4    | Suède      | 0  | 0      | 0      | 5e, 11e            |
| 5    | États-Unis | 0  | 0      | 0      | 7e,8e              |

## Résultats détaillés
| Rang   | Nom                  | Pays        | Points | Programme court | Programme court | Programme libre | Programme libre |
| ------ | -------------------- | ----------- | ------ | --------------- | --------------- | --------------- | --------------- |
| 1      | Nexxice              | Canada      | 214.73 | 1               | 71.06           | 2               | 143.67          |
| 2      | Marigold IceUnity    | Finlande    | 214.06 | 2               | 70.39           | 1               | 143.67          |
| 3      | Team Paradise        | Russie      | 203.48 | 5               | 66.25           | 3               | 137.23          |
| 4      | Helsinki Rockettes   | Finlande    | 202.44 | 4               | 69.11           | 5               | 133.33          |
| 5      | Team Surprise        | Suède       | 201.97 | 3               | 69.94           | 6               | 132.03          |
| 6      | Les Suprêmes         | Canada      | 199.77 | 7               | 64.37           | 4               | 135.40          |
| 7      | Haydenettes          | États-Unis  | 192.73 | 6               | 65.61           | 7               | 127.12          |
| 8      | Miami University     | États-Unis  | 171.79 | 9               | 54.73           | 8               | 117.06          |
| 9      | Team Tatarstan       | Russie      | 170.46 | 10              | 54.69           | 9               | 115.77          |
| 10     | Team Berlin 1        | Allemagne   | 164.34 | 11              | 50.95           | 10              | 113.39          |
| 11     | Team Boomerang       | Suède       | 162.02 | 8               | 59.12           | 11              | 102.90          |
| 12     | Jingu Ice Messengers | Japon       | 141.40 | 14              | 59.12           | 12              | 102.90          |
| 13     | Hot Shivers          | Italie      | 141.04 | 12              | 48.55           | 13              | 92.49           |
| 14     | Les Zoulous          | France      | 137.93 | 13              | 46.97           | 14              | 90.96           |
| 15     | Cool Dreams Senior   | Suisse      | 127.19 | 15              | 44.22           | 15              | 82.97           |
| 16     | Olympia              | Tchéquie    | 124.66 | 16              | 41.78           | 16              | 82.88           |
| 17     | Team Passion         | Hongrie     | 105.16 | 17              | 35.18           | 17              | 69.98           |
| 18     | Zagreb Snowflakes    | Croatie     | 97.16  | 20              | 32.20           | 18              | 64.96           |
| 19     | Team Fusion          | Espagne     | 96.87  | 18              | 34.77           | 20              | 62.10           |
| 20     | Team Infusion        | Australie   | 96.06  | 19              | 33.63           | 19              | 62.43           |
| 21     | Team Spirit          | Royaume-Uni | 82.68  | 22              | 28.10           | 21              | 54.58           |
| 22     | Merging Edge         | Mexique     | 81.62  | 21              | 30.97           | 22              | 50.65           |
| 23     | Team Temptation      | Belgique    | 68.41  | 24              | 23.39           | 23              | 45.02           |
| 24     | Team Vizyon          | Turquie     | 64.00  | 23              | 24.46           | 24              | 39.54           |
| 25     | Team Amber           | Lettonie    | 61.39  | 25              | 22.01           | 25              | 39.38           |
| source | ,                    | ,           | ,      | ,               | ,               | ,               | ,               |